# Lebec
Lebec – census-designated place w hrabstwie Kern w Kalifornii. Według spisu z 2000 roku obszar zamieszkuje 1285 osób.

## Geografia
Według United States Census Bureau Lebec ma powierzchnię 40,5 km² i leży na wysokości 1061 m